# Holland's Next Top Model, seizoen 10
Het tiende seizoen van Holland's Next Top Model (HNTM) startte op 4 september 2017. Het seizoen wordt uitgezonden op RTL 5. Voor het eerst in de geschiedenis van het programma doen er zowel mannen als vrouwen mee.
De presentatrice van het programma is Anna Nooshin, die in het vorige seizoen jurylid was.
Verder bestaat de jury dit jaar uit winnares van seizoen 2, Kim Feenstra, fotograaf en voormalig jurylid in America's Next Top Model Nigel Barker en internationaal modestylist JeanPaul Paula.

## Kandidaten
Leeftijden van de kandidaten toen de wedstrijd begon.
| Kandidaat | Kandidaat               | Leeftijd | Woonplaats             | Geëlimineerd | Plaats |
| --------- | ----------------------- | -------- | ---------------------- | ------------ | ------ |
|           | Senna van Plateringen   | 21       | Utrecht                | Aflevering 2 | 12     |
|           | Sanne Jansen            | 22       | Duiven                 | Aflevering 3 | 11-10  |
|           | Quincy Sedney           | 20       | Amsterdam              | Aflevering 3 | 11-10  |
|           | Chelsey van der Heijden | 20       | Arnhem                 | Aflevering 4 | 9      |
|           | Milan Carvalho          | 19       | Amsterdam              | Aflevering 5 | 8-7    |
|           | Daila Barneveld         | 17       | Luttelgeest            | Aflevering 5 | 8-7    |
|           | Jamie Traets            | 18       | Roosendaal             | Aflevering 6 | 6      |
|           | Bonita van Nijen        | 22       | Wolvega                | Aflevering 8 | 5      |
|           | Latanya Renfrum         | 17       | Capelle aan den IJssel | Aflevering 9 | 4      |
|           | Sanne de Kramer         | 17       | Capelle aan den IJssel | Aflevering 9 | 3      |
|           | Ritse de Jong           | 17       | Balk                   | Aflevering 9 | 2      |
|           | Montell van Leijen      | 19       | Deventer               | Aflevering 9 | 1      |